# Chośadam
Chośadam – według syberyjskiego plemienia Ketów to bogini śmierci, nieszczęść i ciemności. Jest mściwą władczynią świata podziemnego i złych duchów. Zamężna z bogiem nieba – Esiem. Ketowie wierzą, że Chośadam zsyłała na ludzi choroby, cierpienia i śmierć oraz pożera ludzkie dusze i po przetrawieniu wprowadza je do łon matek.